# Tadeusz Czechowicz (wiceminister)
Tadeusz Czechowicz (ur. 6 sierpnia 1923 w Karwinie, Czechosłowacja, zm. ?) – polski działacz partyjny i państwowy, inżynier górnictwa, podsekretarz stanu w Ministerstwie Górnictwa (1976–1977).

## Życiorys
Syn Józefa i Agnieszki, pochodził z rodziny robotniczej. Po ukończeniu gimnazjum i liceum matematyczno-fizycznego  od 1946 do 1950 studiował inżynierię górniczą na Akademii Górniczo-Hutniczej w Krakowie. Od 1950 pracował w KWK Mikulczyce, awansując od nadgórnika do zastępcy kierownika robót. W 1954 został naczelnym inżynierem KWK Miechowice, w 1955 dyrektorem KWK Bolesław Śmiały, w 1956 dyrektorem KWK Wieczorek, w 1958 ponownie szefem KWK Bolesław Śmiały. W 1967 przeszedł na fotel szefa KWK Ziemowit. Pełnił funkcję redaktora naczelnego „Wiadomości Górniczych”. Współautor co najmniej jednego patentu.
Wstąpił do Polskiej Zjednoczonej Partii Robotniczej, od 1975 do 1978 był członkiem jej Komitetu Wojewódzkiego w Katowicach. W okresie od 16 września 1976 do 20 grudnia 1977 pełnił funkcję podsekretarza stanu w Ministerstwie Górnictwa. Następnie w latach 1977–1990 wiceprezes Wyższego Urzędu Górniczego.

## Odznaczenia i wyróżnienia
W 1955 odznaczony Złotym Krzyżem Zasługi za zasługi w pracy zawodowej w dziedzinie górnictwa. W 1964 otrzymał nagrodę państwową I stopnia w zakresie geologii (surowców), górnictwa i energetyki.